# Сьєте-Іглесіас-де-Трабанкос
Сьєте-Іглесіас-де-Трабанкос (ісп. Siete Iglesias de Trabancos) — муніципалітет в Іспанії, у складі автономної спільноти Кастилія-і-Леон, у провінції Вальядолід. Населення — 554 особи (2010).
Муніципалітет розташований на відстані близько 160 км на північний захід від Мадрида, 50 км на південний захід від Вальядоліда.

## Демографія
Динаміка населення (INE ):